# Kańsko
Kańsko (niem. Canzig See) – jezioro na terenie miasta Złocieniec. Nad jeziorem znajduje się Szpital MSWiA założony w 1906 roku.
W 2009 r. przeprowadzono badania jakości wód Kańska w ramach monitoringu operacyjnego. W ich wyniku oceniono stan ekologiczny na słaby (IV klasy). W ogólnej dwustopniowej ocenie stwierdzono zły stan wód Kańska.